# Csehek
A csehek (cseh nyelven: Češi, archaikus cseh nyelven: Čechové) Közép-Európában élő, a nyugati szlávokhoz tartozó népcsoport, ma Csehország lakóit jelenti.  A 7. század környékén az egyik legerősebb nyugati szláv törzs, amelyik a mai Csehország környékén élt.

## Külső nevük
Külső névnek egy nép esetén azt a nevet mondjuk, amelyen az illető népet más népek hívnak. A magyarok saját nevükön nevezik őket cseheknek, de a németek és az újlatin népek Bohemi, Boemi néven illetik őket[forrás?], amely név a kelta bojokról ragadt rájuk, mivel az ő római időbeli szállásterületükre költöztek be.
Hasonló okokból hívjuk a germán kvádok és markomannok mai utódait bajoroknak.
A Kijevi krónika češi, čechy, časkij néven említi őket.

## Nyelvük
A cseh nyelv (csehül český jazyk vagy čeština) az indoeurópai nyelvcsalád, azon belül a nyugati szláv nyelvek tagja. Legközelebbi rokona a szlovák nyelv, amellyel kölcsönös érthetőség áll fenn (mintha egyazon nyelv két nyelvjárása lenne), de ugyanebbe a csoportba tartozik a lengyel és a szorb nyelv is. Két fő nyelvjárása a csehországi és a morvaországi, utóbbit azonban mások külön morva nyelvnek tartják, mely részben nem alaptalan. A legrégebbi nyelvemlékek a 13. századból valók.
A nyelvet mintegy 12 milliónyian beszélik, Csehországon kívül Szlovákiában, Németországban, Ausztriában valamint az Amerikai Egyesült Államokban és Kanadában elszórva használják.
2004. május 1. óta az Európai Unió egyik hivatalos nyelve.

## Történetük
A cseh törzs szállásterülete a 7. században nagyjából a Říp hegység és Krakkó között terült el, nem fedte le a mai Csehországot, ugyanakkor túl is nyúlt rajta. De jelen voltak nyugaton Nürnbergig és Regensburgig, délen a Dunáig. Szomszédságukban sok szláv törzs lakott. Az Ohře (Éger folyó) középső folyásánál a lučanok, mellettük a sedličanok, a Bílina folyó medencéjében a lemužok. Szomszédaik voltak a dečanok és a litomiriček. Pšovban (Mělník) a pšovanok éltek, az Iser felső folyásánál a cseh-horvátok, tőlük keletre a zličanok, a Moldva felső folyásánál a dudlebek. Mindezek utódait nevezzük ma cseheknek.
Szamo frank kereskedő az Avar Birodalom ellen 623-ban létrehozta a szláv törzsek szövetségét, ami Szamo haláláig, 658-ig működött. A Morva Fejedelemség fennállása (830 körül – 902) idején a csehek is az ő befolyásuk alá tartoztak. A 9. század második felében a morvákhoz téríteni érkezett Konstantin-Kirill és Metód idején a bizánci és nyugati keresztény befolyás küzdelmében a csehek a nyugati kereszténység befolyása alá kerültek. Előtte 845-ben 14 cseh törzsfő Regensburgban felvette már a kereszténységet. Szvatopluk halála után a csehek függetlenítették magukat a morváktól.
A 9. században kezdődött a cseh állam kialakulása. A cseh törzs központja kezdetben Levý Hradec volt – itt épült az első keresztény templom – majd Prága lett. A 920-as években Prágában a Přemysl nemzetség került hatalomra. A zličan törzsbeli Slavník nemzetséggel folytattak küzdelmet a Csehország feletti főhatalomért, ami 995-ben a javukra dőlt el, a Slavníkokat szinte teljesen kiirtották, központjukat, Libicét elpusztították.
Ezután a törzsi identitás elenyészett, A történeti Csehország népét, nyelvét, kultúráját csehnek nevezzük. Sőt a népbe, nyelvbe, kultúrába beleértjük a morvákat is a 10. századtól, bár Csehország és Morvaország politikailag külön egység maradt. Az előbbi mint Cseh Fejedelemség, majd Cseh Királyság a Német-római Birodalom egyik országaként, majd mint Csehország, a Habsburgok örökös tartománya. Morvaország mint Morva Őrgrófság – előbb mint a birodalom önálló országa, majd mint a Cseh Királyság tartozéka – végül mint a Habsburgok örökös tartománya létezett. Csehszlovákia is használta a Csehország és Morvaország neveket tartományai nevében. A morvák különállása politikai, nyelvjárási szinten maradt meg.